# Onda de frio na América do Norte em 2019

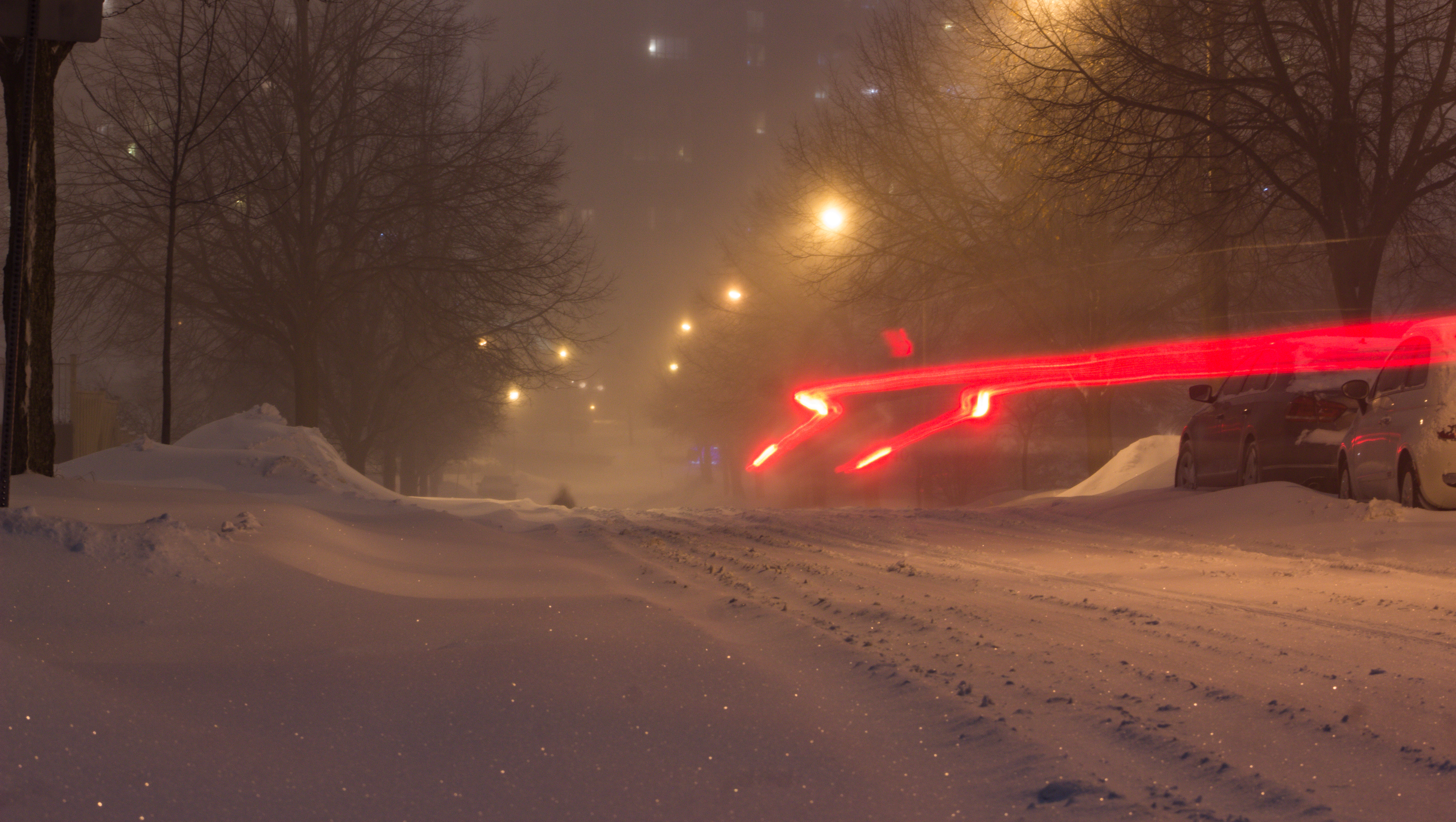
Toronto, Canadá

No final de janeiro de 2019, uma severa onda de frio causada pelo vórtice polar do Ártico atingiu o Centro-Oeste dos Estados Unidos e o leste do Canadá, matando 21 pessoas. Ela veio depois que uma tempestade de inverno chegou a 13 polegadas (33 cm) de neve em algumas regiões.

## Eventos meteorológicos
Normalmente, a corrente de jato do Hemisfério Norte viaja rápido o suficiente para manter o vórtice polar estacionário na estratosfera sobre o Pólo Norte.  No final de janeiro de 2019, um enfraquecimento da corrente de jato dividiu o vórtice polar em dois, com uma formação viajando para o sul e parando sobre o centro do Canadá e o centro-norte dos Estados Unidos por cerca de uma semana antes de se dissipar.  O influxo de ar frio do Polo Norte criou ventos fortes e trouxe temperaturas sub-zero extremas, ainda mais exacerbadas pelo vento forte.  Grandes quantidades de neve caíram na área afetada.  O padrão climático incomum foi atribuído às mudança climáticas.

## Impacto
Pelo menos 8 mortes na América do Norte foram diretamente atribuídas à onda de frio, com várias dessas pessoas congeladas até a morte. Mais 21 mortes estão sob investigação como potencialmente relacionadas.
Cerca de 2.700 voos foram cancelados em 30 de janeiro, com 2.000 cancelados no dia seguinte.  A Amtrak também cancelou vários trens.